# Choristidae
Choristidae (лат.) — семейство скорпионниц, включающее около 10 видов.

## Описание
Имаго имеют размер 13-17 мм. Личинки живут во влажной почве и мхах, питаются растительными остатками. Способ питания имаго в природе неизвестен, но, судя по лабораторным наблюдениям, они являются сапрофагами.

## Распространение
Австралия.

## Систематика
Включает 8 видов в 3 родах. Сходное название семейства имели моллюски Choristidae Verrill, 1882 (Mollusca, Gastropoda), у которых оно было изменено на Choristeidae для устранения гомонимии с этим таксоном по решению специальной Международной комиссии по зоологической номенклатуре (ICZN opinion 2047, сентябрь 2003).
- Chorista Klug, 1838

- Chorista australis Klug, 1838
- Chorista luteola (Westwood, 1846)

- Meridiochorista Lambkin, 1996

- Meridiochorista insolita (Riek, 1973)
- Meridiochorista ruficeps (Newman, 1850)

- Taeniochorista Esben-Petersen, 1914

- Taeniochorista bifurcata Riek, 1973
- Taeniochorista nigrita Riek, 1973
- Taeniochorista pallida Esben-Petersen, 1914
- Taeniochorista similis Riek, 1973